# ルスラン・ステファンチュク
ルスラン・ステファンチュク（ウクライナ語: Русла́н Стефанчу́к、ラテン文字転写: Ruslan Stefanchuk、1975年10月29日 - ）は、ウクライナの政治家。2021年10月からウクライナ最高議会の議長を務めている。

## 生いたち
1975年10月29日にウクライナ・テルノーピリ市に生まれた。1997年にフメリニツキー政法国立大学に法学を学び、1999年にはフメリニツキー国立大学で生産部門管理を専攻し卒業した。

## 経歴
2019年まで、ステファンチュクは教育、科学、法学の分野で活動し、権利擁護にも従事していた。これまでにフメリニツキー経営法大学をはじめウクライナ最高議会立法研究所、ウクライナ検察庁国立アカデミー、および高等擁護学校などの機関で勤務した。
人民代議員のアシスタントとして勤めていた。

### 政治活動
2019年4月18日、当時の大統領候補ウォロディミル・ゼレンスキーはステファンチュクを自身のチームの主要メンバーの一人として紹介し、ステファンチュクを国民の僕党のイデオロギー責任者、国家法制度改革および立法活動の専門家と位置づけた。
2019年5月21日から2021年10月7日までステファンチュクは最高議会における大統領顧問および大統領代表を務めた。2019年8月19日には、ゼレンスキー大統領の大統領令によって一度解任されたものの、同日中に大統領府評議会の代表に再任された。

### 人民代議員
2019年のウクライナ議会選挙において、ステファンチュクは国民の僕党の候補者名簿第2位として無党派で立候補し、同年8月29日にウクライナ人民代議員となった。

### 最高議会第一副議長
2019年8月29日にステファンチュクは最高議会第一副議長に選出された。国家改革評議会および汚職防止政策国家評議会のメンバーとして活動していた。人民権力分野の法案策定作業グループを率い、議会の野党に関する法案や、民法の再成文化に取り組んだ。ステファンチュクは多くの法案の起草に関与していた。

### 最高議会議長
2021年10月8日にステファンチュクはウクライナ最高議会の議長に選出された。
2023年9月にステファンチュクはG7下院議長会議のために来日し、徳仁天皇と皇居で面会した。ステファンチュクはウクライナ避難民の受け入れについて謝意を表し、天皇は「ウクライナ国民は大変困難な状況に置かれていると思います。一日も早く平和が回復されることを祈っています」と述べた。

## 私生活
ステファンチュクは既婚者であり、2人の子どもがいる。